# Kikongo
Kikongo o kongo es la lengua bantú hablada por los pobladores de los bosques tropicales de la República Democrática del Congo, República del Congo y Angola.

## Historia reciente

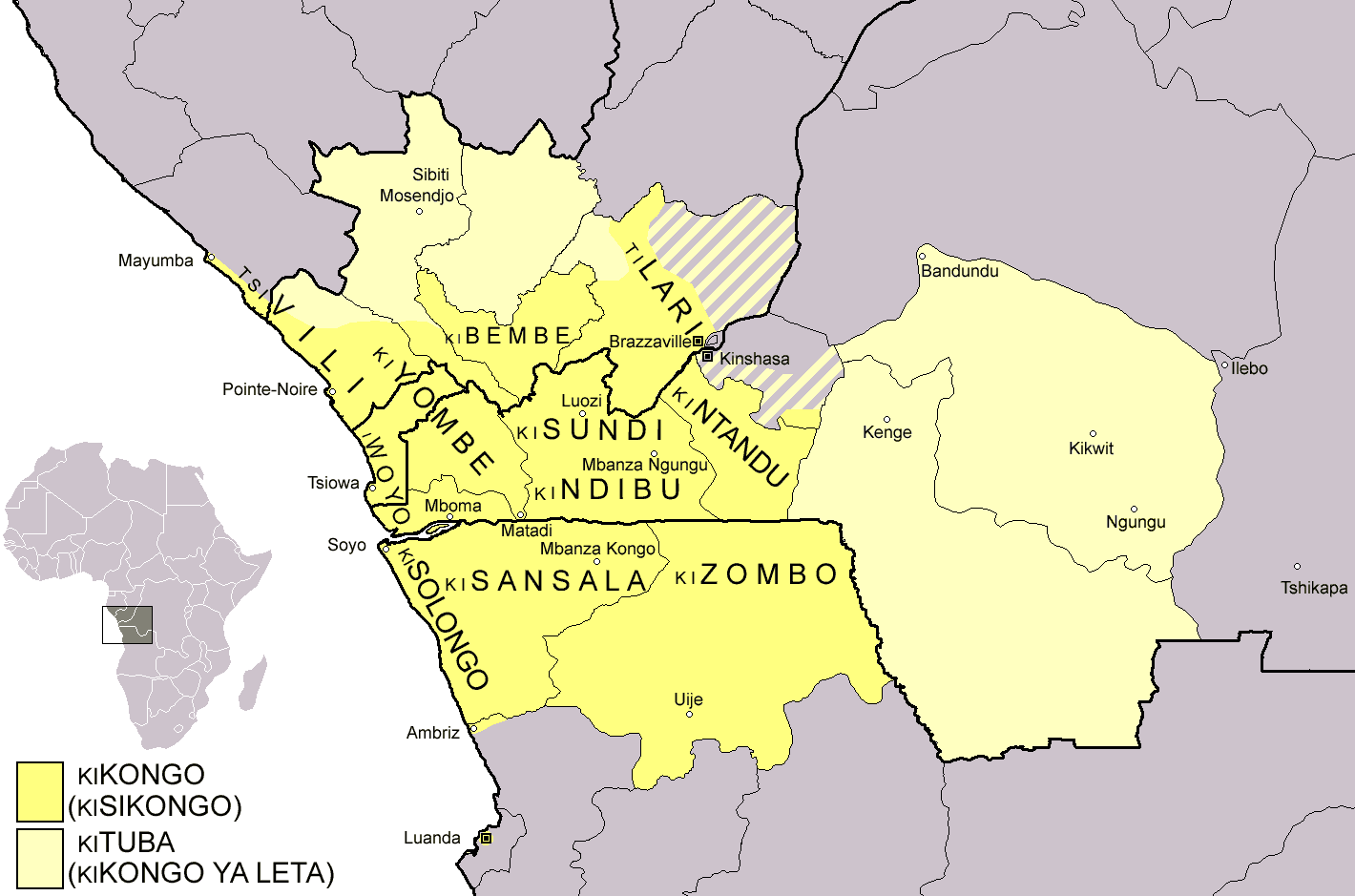
Extensión del kikongo.

El kikongo fue la primera lengua bantú en ser escrita en alfabeto latino y en tener un diccionario. Un catecismo fue producido en 1557 bajo la autoridad de Diogo Gomes, un jesuita nacido en el Reino del Congo de padres portugueses. En 1624, Mateus Cardoso, otro jesuita portugués editó y publicó una traducción kikongo del catecismo portugués de Marcos Jorge. El diccionario fue publicado ca. 1648 por Manuel Robredo, un obispo secular. Un capuchino italiano de Nuoro, Bonaventura da Sardegna, fue el primero en escribir una gramática kikongo hacia 1645. Hiacinto Brusciotto de Vetralla escribió también una obra sobre la gramática kikongo en 1659, Regulae quaedam pro difficillimi congensium idiomatis faciliori captu ad grammaticae normam redactae, Romae:
Typis S. Congreg. de Propaganda Fide. Diccionarios adicionales fueron creados por misioneros franceses en el reino de Loango en la década de 1780, y un listado fue publicado por Bernardo da Canecattim en 1805.
Fue utilizada como lengua franca en los siglos XVIII y XIX en buena parte de África occidental, específicamente en donde los europeos secuestraban a los esclavos para llevarlos a América.
Los misioneros baptistas que llegaron al Congo en 1879 desarrollaron una ortografía moderna para el idioma. W. Holman Bentley publicó en inglés su Dictionary and Grammar of the Kongo Language en 1887, con la asistencia de João Lemvo. Holman Bentley publicó también una Biblia en kikongo en 1905.

## Uso
Debido a su uso como lengua franca, la lengua kikongo todavía sobrevive en un grado limitado en el Caribe, y es una de las fuentes de quienes hablan la lengua gullah. La mayoría de sus hablantes vive en África.
Hay siete millones de hablantes nativos de kikongo, y dos millones que la usan como segunda lengua. Es también la base para varios dialectos para usos comerciales y de intercambio interétnico. En Angola la Ley de Prensa de 2006 contempla la promoción de las lenguas nacionales (línguas nacionais), que no se enumeran pero que fueron especificadas en la Constitución de 2010; de acuerdo con la misma, el kikongo es una de las lenguas nacionales del país.

## Dialectos

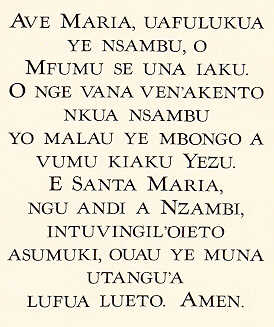
Oración cristiana en kikongo.

Las principales formas dialectales del kikongo son: kimañanga, kintandu, kizombo, kiyombe, kivili, kilaadi, kibeembe, kifioti, kisolongo, kisansala, etc.

## Kituba o Kikongo ya leta
Kikongo es la base de la lengua criolla Kituba, también llamado Kikongo de l'État o Kikongo ya Leta ("Kikongo del Estado" o "Kikongo de la administración del Estado" en francés y Kituba (es decir Kikongo ya Leta y Monokutuba (también Munukutuba))). El kituba es una de las lenguas nacionales de los dos congos. La Constitución de la República del Congo utiliza el término Kituba y la Constitución de la República Democrática del Congo utiliza el término Kikongo para referirse a Kituba (es decir Kikongo ya leta).
Una traducción del Nuevo Testamento en el dialecto kituba fue publicada en 2005.
En 2018, un libro escrito en Kikongo ya leta fue nominado para los Grandes Premios de las Asociaciones Literarias.

## Literatura
El 24 de noviembre de 2019, los testigos de Jehová presentaron la Traducción del Nuevo Mundo en el idioma kikongo en una reunión especial en Angola.